# Gijs Bentz van den Berg
Gijs Bentz van den Berg is een personage uit de Nederlandse soapserie Goede tijden, slechte tijden. De rol werd van 2000 tot 2002 gespeeld door Jeroen Biegstraaten.

## Verhaallijnen
Gijs is een dokter en werd bekend door zijn optreden als een tv-dokter die problemen behandelt die tropenartsen tegen kunnen komen op hun reis. Als Roos Alberts hem op televisie ziet, is ze meteen verkocht en wanneer ze hem bij de studio’s opzoekt, is het ook van de kant van Gijs liefde op het eerste gezicht. Hij wil maar één ding: trouwen met zijn grote liefde Roos. Al snel staan Gijs en Roos samen voor het altaar, maar Roos sterft voor alle aanwezigen. De oorzaak blijkt de combinatie van een vaccinatie en drugs. Gijs is ontroostbaar, maar besluit in Meerdijk te blijven. Gijs begint zijn eigen artsenpraktijk en krijgt zo menig Meerdijker langs op spreekuur.
Om een beetje tijdverdrijf begint Gijs te chatten. Hij komt al snel in contact met ene "Tania". Het klikt erg goed tussen de twee en hij chat nachtenlang met haar. Uiteindelijk blijkt het Anita Dendermonde, Roos' beste vriendin, te zijn. Gijs en Anita geven elkaar een kans en beginnen een liefdevolle relatie. Hun liefde duurt echter niet lang, want Gijs begint een affaire met Cleo, het nichtje van Anita. Gijs en Anita komen erachter dat ze niet genoeg van elkaar houden en verbreken de relatie. Gijs begint vervolgens een relatie met Cleo. Na een vermoeiende en gepassioneerde relatie met meer downs dan ups realiseert Gijs zich waar hij mee bezig is en dumpt hij Cleo.
Via Barbara Fischer, Gijs' assistent, komt Gijs in contact met een huizenproject waarin haar man Jef Alberts investeert. Ook Gijs heeft hier wel oren naar en steekt er veel geld in. Uiteindelijk loopt dit uit op niets en Gijs heeft geen cent te makken. Hij kan niets doen dan Jef aanklagen om zo geld te kunnen ontvangen. Na zijn gewonnen zaak besluit Gijs Meerdijk achter zich te laten en zich weer te gaan richten op zijn oude beroep. Gijs besluit weer naar Afrika te gaan om daar mensen te helpen.